# Cluvius Rufus
Cluvius Rufus (* wohl vor 2 v. Chr.; † nach 70 n. Chr.) war ein römischer Konsul und Geschichtsschreiber im 1. Jahrhundert n. Chr.

## Caligulas Ermordung
Unsicher ist, ob ein bei Flavius Josephus genannter Cluvius mit dem Historiker zu identifizieren ist. Josephus überliefert ein Gespräch, das am 24. Januar 41 n. Chr. kurz vor der Ermordung Kaiser Caligulas im Theater stattfand:

„da fragte Vatinius, ein Mann von Senatorsrang und gewesener Prätor, den neben ihm sitzenden Cluvius, einen ehemaligen Konsul, ob er nichts neues gehört habe. Doch sprach er so vorsichtig, dass sonst niemand ihn verstehen konnte. Cluvius entgegnete ihm, er habe nichts vernommen, und nun flüsterte ihm Vatinius zu: ‚Heute, lieber Cluvius, wird das Schauspiel vom Tyrannenmord aufgeführt!’ ‚Schweig,’ erwiderte dieser, ‚damit kein anderer Achiver die Rede vernehme!’“

In den Handschriften steht zwar nicht „Cluvius“, sondern „Cluitos“. Da aber ein solcher Name nicht bekannt ist, vermutete schon Theodor Mommsen, dass hier Cluvius Rufus gemeint sei. Townend schloss aus der geflüsterten Konversation, dass einer der Beteiligten, vermutlich Cluvius, diese Szene überliefert haben müsse, und zog daraus den überzogenen Schluss, dass Cluvius als Historiker nicht ernstzunehmen sei. Unsicher ist jedenfalls, ob hier der Historiker selbst oder eventuell dessen Vater gemeint sind. Möglicherweise hat Josephus Cluvius auch nur anachronistisch als ehemaligen Konsul bezeichnet.

## Der Herold Neros
Während der Herrschaft Neros (54–68) leistete Cluvius Rufus Heroldsdienste für den Kaiser. Sueton berichtet über die zweiten Neronia im Sommer des Jahres 65, dass der Herrscher nach seinem Vorspiel durch den ehemaligen Konsuln Cluvius Rufus ausrufen ließ, dass er nun die ‚Niobe’ singen werde. Cassius Dio überliefert, dass auch auf der Griechenlandreise Neros im Jahr 67 Cluvius Rufus in jeder Stadt, in der Nero an künstlerischen Wettkämpfen teilnahm und die Dienste eines Herolds benötigte, diese Funktion übernahm.
Von der Beschäftigung des Cluvius mit dem Theater legt ein Zitat aus seinem Geschichtswerk Zeugnis ab, das Plutarch überliefert:

„Warum nennen die Römer die Dionysischen Künstler ‘Histrionen’? Ist es aus dem Grund, den Cluvius Rufus berichtet hat? Denn er legt dar, dass in sehr alter Zeit, unter dem Konsulat des Gaius Sulpicius und Licinius Stolo [361 v. Chr.] eine pestartige Krankheit in Rom aufkam und bis auf einen Mann alle Personen dahinraffte, die auf der Bühne erschienen. Folglich, auf Ersuchen der Römer, kamen viele bedeutende Künstler aus Etruria, von denen der angesehenste und der am längsten erfolgreiche in ihren Theatern den Namen ‚Hister’ trug; und darum werden nach ihm alle Schauspieler histriones genannt.“

## Statthalter von Spanien
Cluvius Rufus’ Freundschaft mit Nero war für dessen Nachfolger Galba (Kaiser seit 1. April/8. Juni 68) kein Hinderungsgrund, ihn als Statthalter in die Provinz Hispania Tarraconensis zu senden. Tacitus erwähnt Cluvius in diesem Zusammenhang als einen „redegewandten, in Angelegenheiten des Friedens wohl erfahrenen, kriegerisch aber noch unerprobten Mann.“ Die Passage ist in den Tacitus-Handschriften zwar verderbt (Korruptele), allerdings dürfte der nicht mehr rekonstruierbare Text allenfalls noch den Kontrast zwischen den militärischen und zivilen Begabungen des Cluvius verstärkt haben.
Nach Galbas Ermordung (15. Januar 69) zeigte er sich dem neu ausgerufenen Kaiser Otho gegenüber loyal und ließ seine Legionen eine Huldigungseid auf ihn leisten. Tacitus berichtet, dass Otho gerade ein Belobigungsschreiben an Cluvius Rufus abgesandt hatte, als er erfuhr, dass dieser sich von ihm ab- und dem neuen Thronkandidaten Vitellius zugewandt habe. Plutarch zitiert eine Passage aus Rufus' Geschichtswerk, der zufolge Otho in den kaiserlichen Ausweisen für offizielle Briefboten seinem eigenen Namen noch den Beinamen „Nero“ hinzugefügt habe. Er habe dies aber schnell wieder zurückgezogen, als er feststellte, dass die politische Elite diesen Schritt verurteilte.
In der Zwischenzeit bedrohte Lucceius Albinus, Statthalter der beiden nordafrikanischen Provinzen Mauretania Caesariensis und Mauretania Tingitana, Spanien, da er weiterhin den Thronkandidaten Otho unterstützte und seinen eigenen Machtbereich vergrößern wollte. Cluvius Rufus befahl daraufhin der Legio X Gemina, zur südspanischen Küste zu marschieren und den Eindruck zu erwecken, die Truppen würden nach Afrika übersetzen wollen. Gleichzeitig wurden Centurionen nach Mauretania gesandt, um die dort lebenden Mauren auf Vitellius' Seite zu bringen und Lucceius Albinus in Verruf zu bringen. Als Vitellius durch Othos Selbstmord im April 69 zum alleinigen Herrscher wurde, fand sich Cluvius also wieder auf der Seite des Siegers.
Allerdings nährte der wiederholte Parteiwechsel von Cluvius Rufus auch Zweifel an seiner Treue. Dazu trug bei, dass er in der unruhigen Zeit des Vierkaiserjahres 69 n. Chr. anscheinend offizielle Schriftstücke erstellt hatte, in denen er den kaiserlichen Namen komplett wegließ, wohl um nicht später der Loyalität zu einem inzwischen entmachteten Kaiser verdächtigt werden zu können. Dies wurde ihm nun aber durch den kaiserlichen Freigelassenen Hilarius so ausgelegt, dass er sich der kaiserlichen Herrschaft habe entziehen und in Spanien einen eigenen Machtbereich habe aufbauen wollen. Hilarius schwärzte Cluvius Rufus auf diese Weise bei Vitellius an und legte auch einige Passagen in seinen Reden entsprechend aus. Cluvius begab sich, um sich und seinen Ruf zu retten, schnell zu Vitellius, der gerade Lugdunum (heute Lyon) verlassen hatte. Sein Auftritt vor dem Herrscher hatte so viel Erfolg, dass umgekehrt Hilarius bestraft wurde, Cluvius aber in Vitellius' Gefolge aufgenommen wurde. Er behielt allerdings auch die Provinz Spanien, die er in der Folgezeit in Abwesenheit verwaltete.
Auch nachdem Vitellius wenige Monate später durch den neuen Thronprätendenten Vespasian besiegt worden war, behielt Cluvius sein hohes Ansehen. Tacitus berichtet von einer Rede im Senat, mit der Gaius Helvidius Priscus Anfang des Jahres 70 versucht habe, Titus Clodius Eprius Marcellus aufgrund seiner Nähe zum ehemaligen Kaiser Nero ins politische Abseits zu bringen. Dafür habe Helvidius ihn insbesondere mit Cluvius Rufus verglichen, der zwar ebenso reich und rednerisch begabt sei, aber – anders als Epirus – unter Nero keinem jemals etwas angetan habe. Mit dieser Rede habe er viele Senatoren für sein Ziel begeistert, auch wenn der Angeklagte letztlich durch seine guten Beziehungen zu Vespasian gerettet wurde.

## Der Geschichtsschreiber
Cluvius Rufus’ Todesdatum ist unbekannt. Sein Geschichtswerk dürfte er erst unter Vespasian fertiggestellt haben. Wenn er tatsächlich im Jahr 41 bereits Konsul war, dürfte er aber aller Wahrscheinlichkeit nach noch unter diesem Kaiser gestorben sein. Die Fragmente sind gesammelt in The Fragments of the Roman Historians (Nr. 84).

### Zeitraum der Historiae des Cluvius
Es ist umstritten, welchen Zeitraum das Geschichtswerk des Cluvius Rufus umfasste. Besonders ungewiss ist sein Beginn, doch dürfte es zumindest die gesamte Regierungszeit des Claudius (41–54) abgedeckt haben. Möglich ist aber auch, dass der von Josephus ausführlich überlieferte Bericht von der Ermordung Caligulas bereits auf Cluvius zurückgeht.
Ebenso unklar ist, zu welcher Zeit das Geschichtswerk endete. Die Vermutungen reichen vom Tod Neros oder dem Ende des Jahres 68 (Townend) über den Tod des Vitellius (Mommsen) bis zum Tod des Kaisers Vespasian. Vermutlich hat Cluvius jedoch das Ende des Jahres 69 nicht mehr behandelt.

### Wertung als Geschichtsschreiber
Cluvius Rufus gilt seit Theodor Mommsens einschlägiger Studie als „vorzüglicher Gewährsmann“ und als Hauptquelle für die Beschreibung der Nerozeit bei Tacitus. Plutarch zitiert ihn und auch Sueton sowie Cassius Dio griffen auf den Historiker zurück. Seine hohe Stellung ließ ihn tiefen Einblick in die Geschehnisse seiner Zeit nehmen: „ein Mann also der sich auskannte“ (Schmal). Seine eloquentia war unbestritten. An zwei Stellen erklärt Tacitus, dass er sich in seiner Darstellung nach den Angaben des Cluvius Rufus richtet, der in beiden Fällen in Übereinstimmung mit anderen Geschichtsschreibern steht, während er – Tacitus – die jeweils abweichenden Informationen des Fabius Rusticus für unglaubwürdiger hält. Dieser hatte einerseits geschrieben, der Prätorianerpräfekt Sextus Afranius Burrus sei 55 kurzzeitig bei Nero in Ungnade gefallen, andererseits, dass Nero seine Mutter Agrippina die Jüngere verführt habe und nicht etwa umgekehrt.
Plinius der Jüngere berichtet in einem Brief von einem Gespräch zwischen Cluvius Rufus und Lucius Verginius Rufus (14–97), das die unbedingte Quellentreue und Wahrheitsliebe des Cluvius Rufus unterstreicht:

„überhaupt nur einmal ließ er [Verginius] es in meiner Gegenwart dazu kommen, von seinen Angelegenheiten zu berichten, nämlich, dass Cluvius zu ihm gesagt habe: ‚Du weißt, Verginius, welche Objektivität man der Geschichtsschreibung schuldet. Verzeihe mir also bitte, wenn du in meinem Geschichtswerk etwas anders liest, als du wünschst.’ Darauf sagte jener: ‚Weißt du nicht, Cluvius, dass ich das, was ich getan habe, deshalb getan habe, damit ihr das schreiben dürft, was ihr wollt?’“